# クリチャウ
クリチャウ（ベラルーシ語: Клічаў）はベラルーシ・マヒリョウ州西部の市である。また同州クリチャウ地区(ru)の行政中心地である。
1592年にリトアニア大公国領の村として言及されるのが史料上の初出である。